# Mila Kunis

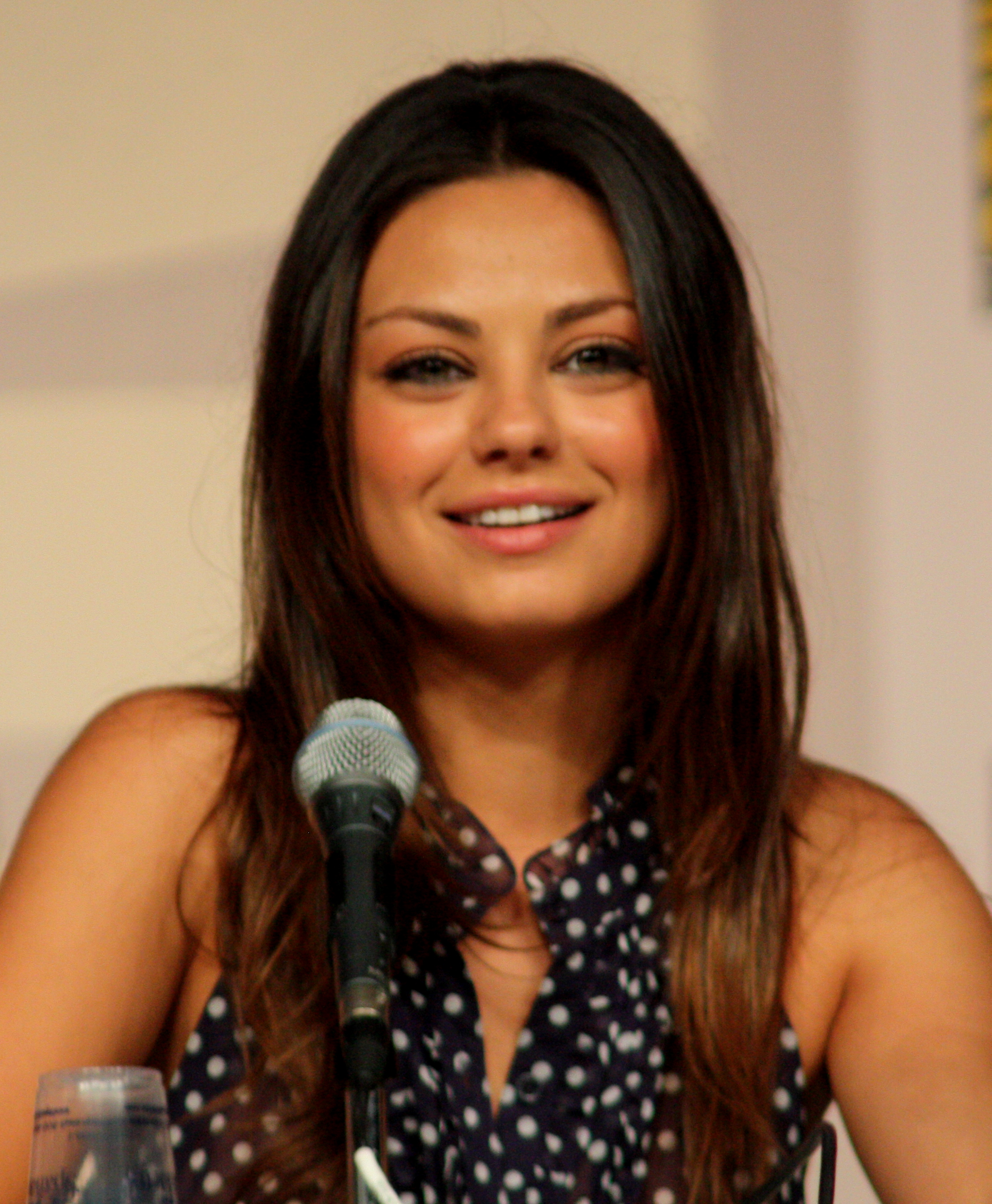
Mila Kunis, 2009.

Milena Markovna Kunis (ryska: Милена Марковна Кунис, ukrainska: Мілена Марківна Куніс), mer känd som Mila Kunis, född 14 augusti 1983 i Tjernivtsi i Ukrainska SSR i Sovjetunionen, är en amerikansk skådespelerska.

## Biografi
Mila Kunis kommer från en judisk familj i Ukraina. Det talade språket i hennes familj är dock ryska, ej ukrainska. Hon flyttade år 1991 med sin familj – mor, far och en bror – till USA, där de bosatte sig i Los Angeles.
Mila Kunis filmdebuterade i TV-serien Baywatch 1994, där hon medverkade i två avsnitt. Men hennes medverkan 1998 i TV-serien That '70s Show, där hon spelar den vackra överklassflickan Jackie Burkhart, var ingen självklarhet. Kunis var bara 14 år vid uttagningarna till TV-serien, och ljög om sin ålder eftersom 18 år var gränsen för att få göra audition. Trots att sanningen uppdagades, lyckades hon få rollen.
Mila Kunis har även medverkat i American Psycho 2, Get Over It och Moving McAllister. Hon står också för rollfiguren Meg Griffins röst i den animerade TV-serien Family Guy. Hon har också medverkat i The Strokes’ video The End Has No End, liksom i Aerosmiths Jaded. 
År 2008 spelade hon Rachel Jansen i filmen Dumpad, och samma år spelade hon Mona Sax i filmen Max Payne, som baseras på spelet med samma namn.
År 2010 spelade hon Solara i The Book of Eli med Denzel Washington i huvudrollen som Eli, och samma år spelade hon även Lily ("den svarta svanen") i Black Swan med Natalie Portman i huvudrollen som Nina ("Svandrottningen" eller "den vita svanen").

## Privatliv
Mila Kunis hade ett förhållande med skådespelaren Macaulay Culkin mellan 2002 och 2010.
Hon har ett förhållande sedan år 2012 med forna motspelaren från That '70s Show, Ashton Kutcher. Paret förlovade sig i februari 2014. I oktober 2014 fick de en dotter tillsammans. De gifte sig den 4 juli 2015. 30 november 2016 fick paret en son.
Mila Kunis har heterokromi; hennes vänstra öga är nötbrunt, medan det högra går mot grön  ton.

## Filmografi (urval)
| Film       | Film                                                 | Film                    | Film                                                |
| År         | Film                                                 | Roll                    | Övrigt                                              |
| ---------- | ---------------------------------------------------- | ----------------------- | --------------------------------------------------- |
| 1995       | Make a Wish, Molly                                   | Melinda                 |                                                     |
| 1996       | Santa with Muscles                                   | Sarah                   |                                                     |
| 1997       | Älskling, vi krympte oss själva                      | Jill, Party Guest       | Direkt till video                                   |
| 1998       | Krippendorf's Tribe                                  | Abbey Tournquist        |                                                     |
| 1998       | Milo                                                 | Martice                 | Okrediterad                                         |
| 2001       | Get Over It                                          | Basin                   |                                                     |
| 2002       | American Psycho 2                                    | Rachael                 | Direkt till video                                   |
| 2004       | Tony 'n Tina's Wedding                               | Tina                    |                                                     |
| 2005       | Tom 51                                               | Little Boy Matson       |                                                     |
| 2005       | Family Guy Presents Stewie Griffin: The Untold Story | Meg Griffin (röst)      | Direkt till video                                   |
| 2006       | Saints Row                                           | Tanya (röst)            | TV-spel                                             |
| 2006       | Family Guy Video Game!                               | Meg Griffin (röst)      | TV-spel                                             |
| 2007       | After Sex                                            | Nikki                   |                                                     |
| 2007       | Moving McAllister                                    | Michelle                |                                                     |
| 2007       | Boot Camp                                            | Sophie                  |                                                     |
| 2008       | Dumpad                                               | Rachel Jansen           |                                                     |
| 2008       | Max Payne                                            | Mona Sax                |                                                     |
| 2009       | Extract                                              | Cindy                   |                                                     |
| 2010       | The Book of Eli                                      | Solara                  |                                                     |
| 2010       | Black Swan                                           | Lily                    |                                                     |
| 2011       | Friends with Benefits                                | Jamie                   |                                                     |
| 2012       | Ted                                                  | Lori Collins            |                                                     |
| 2013       | Oz: The Great and Powerful                           | Theodora                |                                                     |
| 2015       | Jupiter Ascending                                    | Jupiter Jones           |                                                     |
| 2016       | Bad Moms                                             | Amy Mitchell            |                                                     |
| 2017       | Bad Moms 2                                           | Amy Mitchell            | Även exekutiv producent                             |
| 2018       | The Spy Who Dumped Me                                | Audrey                  |                                                     |
| 2020       | Four Good Days                                       | Molly                   |                                                     |
| 2021       | Breaking News in Yuba County                         | Nancy                   |                                                     |
| 2022       | Världens lyckligaste kvinna                          | Ani Fanelli             | Netflix; även producent                             |
| 2025       | Goodrich                                             | Grace Goodrich          | Även exekutiv producent                             |
| 2025       | Wake Up Dead Man: A Knives Out Mystery               | TBA                     | Netflix                                             |
| Television |                                                      |                         |                                                     |
| År         | Titel                                                | Roll                    | Övrigt                                              |
| 1994–1995  | Baywatch                                             | Anne Bonnie             | Avsnitt: "Aftershock" "Hot Stuff"                   |
| 1995       | The John Larroquette Show                            | Officer Randy Willitz   | 1 avsnitt                                           |
| 1995       | Piranha                                              | Susie Grogan            | TV-film                                             |
| 1995       | Hudson Street                                        | Devon                   | 1 avsnitt                                           |
| 1996       | Unhappily Ever After                                 | Chloe                   | 1 avsnitt                                           |
| 1996–1997  | Nick Freno: Licensed Teacher                         | Anna-Maria Del Bono     | 5 avsnitt                                           |
| 1996–1997  | 7th Heaven                                           | Ashley                  | 4 avsnitt                                           |
| 1997       | Walker, Texas Ranger                                 | Pepper                  | Avsnitt: "Last Hope"                                |
| 1998       | Pensacola: Wings of Gold                             | Jessie Kerwood          | 1 avsnitt                                           |
| 1998       | Gia                                                  | Gia at Age 11           | TV-film                                             |
| 1998–2006  | That '70s Show                                       | Jackie Burkhart         | 200 avsnitt                                         |
| 1999-      | Family Guy                                           | Meg Griffin (röst)      | 134 avsnitt                                         |
| 2002       | Get Real                                             | Taylor Vaughn           | 2 avsnitt                                           |
| 2002       | Mad TV                                               | Daisy                   | 1 avsnitt                                           |
| 2004       | Grounded for Life                                    | Lana                    | Avsnitt: "Space Camp Odditty" "The Policy of Truth" |
| 2005–2011  | Robot Chicken                                        | Olika karaktärer (röst) | 14 avsnitt                                          |

| Musikvideor | Musikvideor          | Musikvideor                   |
| År          | Titel                | Artist                        |
| ----------- | -------------------- | ----------------------------- |
| 2001        | "Jaded"              | Aerosmith                     |
| 2001        | "The Itch"           | Vitamin C                     |
| 2003        | "The End Has No End" | The Strokes                   |
| 2008        | "LA Girls"           | Mams Taylor feat. Joel Madden |

## Priser och nomineringar (urval)
| År   | Gala                   | Resultat  | Kategori                                                       | Film/TV |
| ---- | ---------------------- | --------- | -------------------------------------------------------------- | --- |
| 1999 | Young Artist Award     | Nominerad | Best Performance in a TV Series – Young Ensemble               | That '70s Show (Delad med Topher Grace, Ashton Kutcher, Danny Masterson, Laura Prepon och Wilmer Valderrama) |
| 2000 | Young Artist Award     | Nominerad | Best Performance in a TV Comedy Series – Leading Young Actress | That '70s Show                                                                                               |
| 2001 | Young Artist Award     | Nominerad | Best Performance in a TV Comedy Series – Leading Young Actress | That '70s Show                                                                                               |
| 1999 | YoungStar Award        | Vann      | Best Performance by a Young Actress in a Comedy TV Series      | That '70s Show                                                                                               |
| 2000 | YoungStar Award        | Vann      | Best Performance by a Young Actress in a Comedy TV Series      | That '70s Show                                                                                               |
| 2000 | Teen Choice Awards     | Nominerad | TV – Choice Actress                                            | That '70s Show                                                                                               |
| 2001 | Teen Choice Awards     | Nominerad | TV – Choice Actress                                            | That '70s Show                                                                                               |
| 2002 | Teen Choice Awards     | Nominerad | TV – Choice Actress                                            | That '70s Show                                                                                               |
| 2003 | Teen Choice Awards     | Nominerad | TV – Choice Actress                                            | That '70s Show                                                                                               |
| 2004 | Teen Choice Awards     | Nominerad | TV – Choice Actress                                            | That '70s Show                                                                                               |
| 2005 | Teen Choice Awards     | Nominerad | TV – Choice Actress                                            | That '70s Show                                                                                               |
| 2006 | Teen Choice Awards     | Nominerad | TV – Choice Actress                                            | That '70s Show                                                                                               |
| 2008 | Teen Choice Awards     | Nominerad | Choice Movie Breakout Female                                   | Dumpad |
| 2002 | Young Hollywood Awards | Vann      | One to Watch – Female                                          | - |
| 2007 | Annie Award            | Nominerad | Best Voice Acting in an Animated Television Production         | Family Guy (För avsnittet "Barely Legal")                                                                    |